# アブカイク駅
アブカイク駅（アブカイクえき）はサウジアラビアのアブカイクにあるダンマームリヤド線の鉄道駅。

## 歴史
1981年開業。

## 駅周辺
- アブカイク総合病院